# Kharkiv traktorfabrik
Kharkiv traktorfabrik (KhTZ eller HTZ) (ukrainsk: Харківський тракторний завод) er en ukrainsk producent af jordbrugsmaskiner i den ukrainske by Kharkiv. Den blev etableret i 1930.